# Беккер, Боб
Боб Беккер (англ. Bob Becker; род. 22 июня 1947, Аллентаун, Пенсильвания) — американско-канадский перкуссионист.

## Биография
Беккер родился и вырос в Аллентауне, штат Пенсильвания, где он учился у перкуссиониста Джеймса Бетца. Бетц сначала преподавал маримбу Беккера, но вскоре расширился до уроков по малому барабану, фортепиано и теории музыки. После окончания средней школы Беккер покинул Аллентаун, чтобы поступить в Истменовскую школу музыки.
Боб Беккер кончил Истменовскую школу музыки, где занимался, в частности, у Уоррена Бенсона. Затем на протяжении четырёх лет учился в аспирантуре Уэслианского университета по курсу мировой музыки, изучая музыкальные культуры Африки, Индии и Индонезии.
Выступал с Ensemble Intercontemporain под управлением Пьера Булеза и оркестром Музыкального фестиваля Марлборо под управлением Пабло Казальса, а также с различными другими оркестрами под управлением таких дирижёров, как Зубин Мета, Сэйдзи Одзава, Кристоф Эшенбах и Майкл Тилсон Томас.
В 1971 году стал одним из основателей ансамбля ударных инструментов «Nexus». С 1973 года участвует также в Ансамбле Стива Райха, в составе которого был удостоен в 1999 году премии Грэмми за запись «Музыки для 18 музыкантов» Райха.